# Gerbillus famulus
Gerbillus famulus — вид піщанок з родини мишевих, що поширена переважно на південному заході Аравійського півострова.